# Shay Fox
Shay Fox (Los Ángeles, California, 17 de enero de 1969) es una actriz pornográfica y modelo de fitness estadounidense.
Shay empezó su carrera porno en 2010 a la edad de 41 años, principalmente como resultado de su trabajo como bailarina exótica. Ella es estilista y maquilladora profesional y también trabaja como modelo de fitness.
Shay ha sido una gran aficionada a competir en este campo con el nombre de Rachel Clarke y tiene diferentes títulos National Physique Committee, correspondientes al nivel del Estado de California.[cita requerida]

## Vida y carrera
Shay Fox nació en 1969 en Los Ángeles, en el sur del estado estadounidense de California, pero creció en el norte del estado. También vivió en Las Vegas durante varios años antes de regresar al sur de California. Fox fue peluquera y maquilladora profesional durante trece años y participó (bajo su propio nombre) en un gran número de competiciones de fitness, hasta el nivel del estado de California. Cuando empezó a trabajar como stripper a finales de los años 2000, poco a poco se fue introduciendo en la industria del porno estadounidense. En 2010, cuando tenía 41 años, Fox debutó en una película pornográfica.
Desde entonces, según Internet Adult Film Database (IAFD), Fox ha protagonizado unas 120 películas pornográficas diferentes, entre otras. para sellos tan destacados como Penthouse, Wicked Pictures, Adam & Eve, Devil's Film, Evil Angel, Jules Jordan Video, New Sensations, Zero Tolerance, Digital Sin y Swedish Private. También ha trabajado para estudios menos conocidos, como West Coast Productions, Pure Play Media, Girlfriends Films y Mile High Media. Además, Fox también ha estado involucrada en muchos sitios web pornográficos en Internet, incluidos Brazzers, Bang Bros y Blacks on Blondes. Además de su trabajo como actriz, también trabaja como modelo de desnudos, y en esa capacidad tiene, entre otras cosas, en la hoja desnuda Piedra de Score.

## Características del cuerpo
Shay Fox es blanca, tiene ojos azules y cabello negro, que lleva corto con una cola de caballo al frent. Según su comunicado oficial, mide 1,65 m, pesa 60 kg y tiene una talla de copa 36F (o 36DDD), por lo que se sometió a una cirugía de aumento de senos. Fox tiene un cuerpo atlético y musculoso, el cual es de color marrón oscuro. Tiene perforaciones en la fosa nasal izquierda, en el clítoris y en la piel sobre el área púbica, en la piel de la muñeca izquierda y en una fila en ocho lugares a través de la piel de la espalda a lo largo de su escurridor. También tiene tatuajes en la espalda que forman una especie de cinta con los ocho piercings que hay, y tiene otros tatuajes en la mano izquierda, el antebrazo derecho, la muñeca izquierda y en ambos pies.